# Mongolarachne jurassica
Mongolarachne jurassica — викопний вид павуків, знайдений в Китаї (англ. Jiulongshan Formation, Daohugou Village, Wuhua Township, Ningcheng County, Внутрішня Монголія; 41°19.532'N, 119°14.589'E).
Mongolarachne jurassica  мешкав в юрському періоді близько 165 млн років тому. Розмах ніг гігантського викопного павука досягав 15 сантиметрів. При цьому саме тіло (головогруди + черевце) мало довжину близько 5 см. Опис зроблено за єдиним екземпляром (голотип CNU-ARA-NN2010008, College of Life Sciences, Capital Normal University, Пекін).
Китайські дослідники вважають, що виявлений вид мешкав в тропічних лісах на праконтиненті Пангея.